# Philodromus caporiaccoi
Philodromus caporiaccoi es una especie de araña cangrejo del género Philodromus, familia Philodromidae. Fue descrita científicamente por Roewer en 1951.

## Distribución
Esta especie se encuentra en Kenia.